# Великая Городница
Великая Городница (укр. Велика Городниця) — село в Ярославичской сельской общине Дубенского района Ровненской области Украины.
До 2020 года входило в Млиновский район.
Население по переписи 2001 года составляло 697 человек. Почтовый индекс — 35112. Телефонный код — 3659. Код КОАТУУ — 5623889803.